# Emma Jane Gay
Emma Jane Gay, nota anche come E. Jane Gay (Nashua, 27 luglio 1830 – Winscombe, 15 marzo 1919) è stata una fotografa statunitense.

## Biografia
Figlia di Ziba Gay (1796–1864) e di Mary Kennedy (1798–1873), studiò scienze, religione ed economia domestica alla Brooklyn Female Academy di New York, e dove incontrò Alice Fletcher. Lasciata la scuola Gay svolse vari lavori.
Il suo primo impiego, nel 1856 fu quello di insegnante, quando accompagnò l'amica Catherin Melville a Macon, in Georgia, dove fu aperta una scuola per ragazze che però chiuse quattro anni dopo. Le due amiche si trasferirono a Washington dove si impiegarono in qualità di amministratrici in una scuola di bambini sordi. Con lo scoppio della guerra civile americana, Gay lavorò come infermiera assieme a Dorothea Dix. Al termine della quale fu tutrice dei nipoti del presidente Andrew Johnson. Infine si impiegò in un ufficio di lettere che non potevano essere consegnate, letteralmente D.L.O. ("Dead Letter Office"), dal 1866 al 1883.
Fotografa autodidatta, mantenne la sua amicizia con l'etnografa e antropologa Alice Fletcher che ebbe l'incarico di intraprendere la spedizione nel territorio indiano del Nebraska e Idaho, popolati dai Winnebago e dai Nasi Forati, con l'intento di spartire quelle terre ai sensi della nuova legge Dawes Act del 1887. Gay fu una delle prime donne fotografa, etnografa e scrittrice, attiva tra la fine del XIX e l'inizio del XX secolo negli Stati Uniti. Non potendo essere autorizzata ufficialmente come fotografa, Gay fu incaricata ad unirsi alla spedizione come cuoca, segretaria e compagna della Fletcher anche se scattò oltre 400 fotografie in via non ufficiale per documentare la spedizione, oltre alle sue lettere. Negli anni successivi, nel 1909, con l'aiuto della nipote Jane Gay Dodge (1881-1963), avrebbe pubblicato le lettere e molte delle foto nel libro in due volumi "Choup-nit-ki: With the Nez Perces". Il volume fu pubblicato in Inghilterra dove zia e nipote si erano ritirate a vivere nel Somerset.

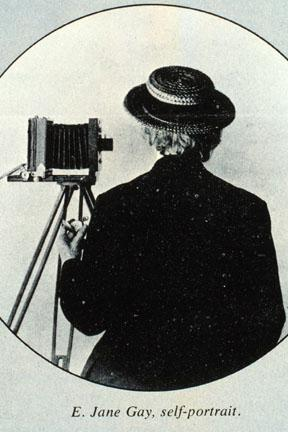
Autoritratto

Secondo alcune fonti visse assieme alla d.ssa Carolina Sturge, del resto sono vari i testi che definiscono il rapporto tra Gay e Fletcher come un matrimonio bostoniano. Sembra, da quanto riportano alcuni testi, che abbia avuto rapporti intimi con altre donne, ciò farebbe supporre gli studiosi che fosse stata lesbica. Questo costituirebbe il motivo per il quale alcuni storici dell'arte collochino Emma Jane Gay come la prima fotografa lesbica americana.

## La questione indiana
Le convinzioni di Gay, rispetto agli indiani, erano che la "razza" euroamericana fosse senza dubbio superiore e che essi potessero elevarsi civilizzandosi allo stesso modo degli americani. La nuova legge, il Dawes Act, introdotta nel 1887, che le due donne stavano portando in Idaho e Nebraska, però, se da un lato, sembrò assegnare delle terre agli indiani autoctoni, in realtà facilitò lo spezzettamento del territorio delle ex riserve indiane a favore dei coloni che vi si insedieranno. Quell'esperienza però mutò almeno in parte le opinioni di Gay che si rifletteranno nel libro che pubblicherà nel 1909, dove le sue convinzioni non saranno più così nette, ma anzi creeranno alcuni elementi simbolici nella narrazione in terza persona: il "fotografo" al maschile e la "cuoca" al femminile, evidenziando le contraddizioni sociali e perfino politiche. Successivamente realizzerà alcuni autoritratti di entrambi (dove non si vede il volto) che verranno inseriti nel libro, mentre la nipote vi apporterà dei disegni significativi.

Nel suo volume, Gay rompe l'immagine bigotta e riduttiva della femminilità del XIX secolo, lasciando al soggetto (o ai soggetti) piena libertà, per quanto alla fine, finisca per collaborare all'imposizione dei vincoli del Dawes Act ai Nasi Forati. Dimenticato per quasi un secolo, il libro è stato oggetto di una rivalutazione nel secondo decennio degli anni 2000.

## Galleria d'immagini

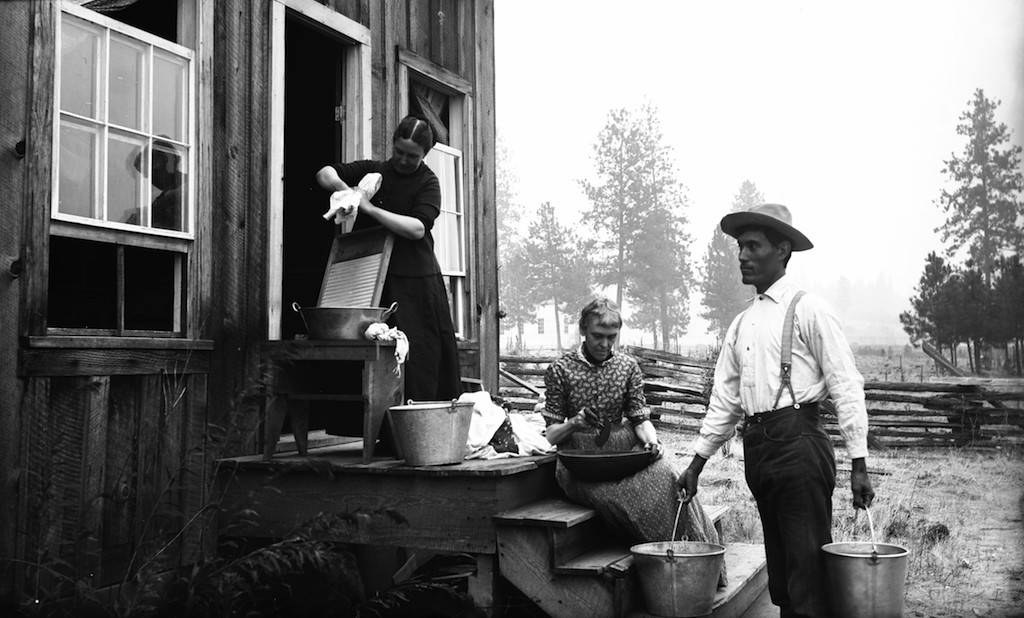
Lunedì mattina al Camp McBeth, 1889
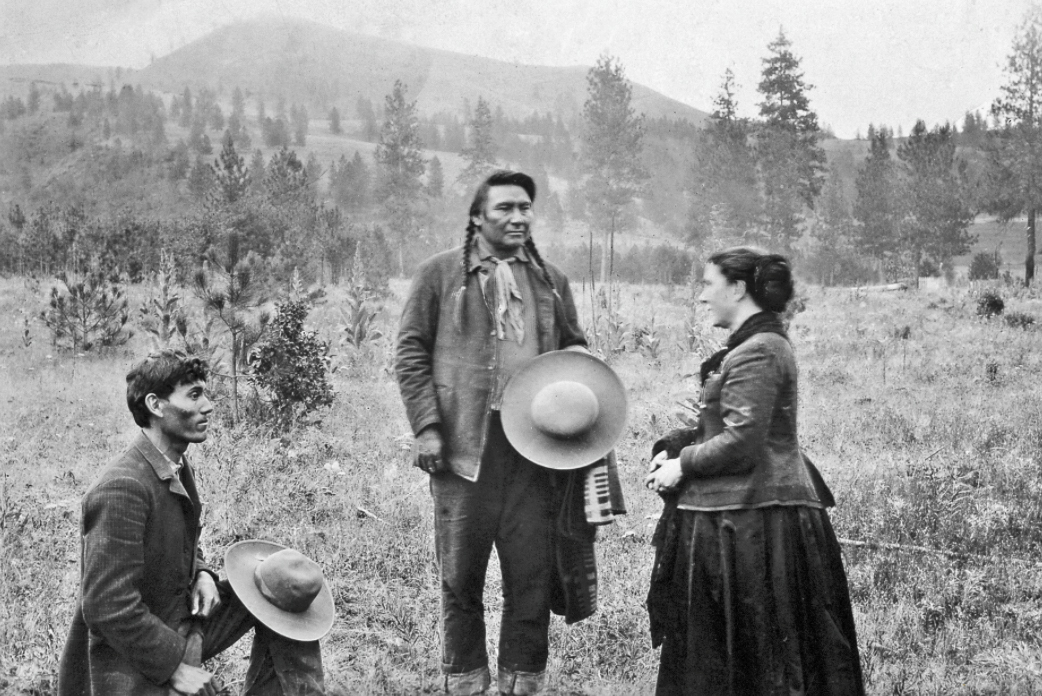
Alice Fletcher con il Capo Joseph dei Nasi Forati. In ginocchio, l'interprete James Stuart, 1889
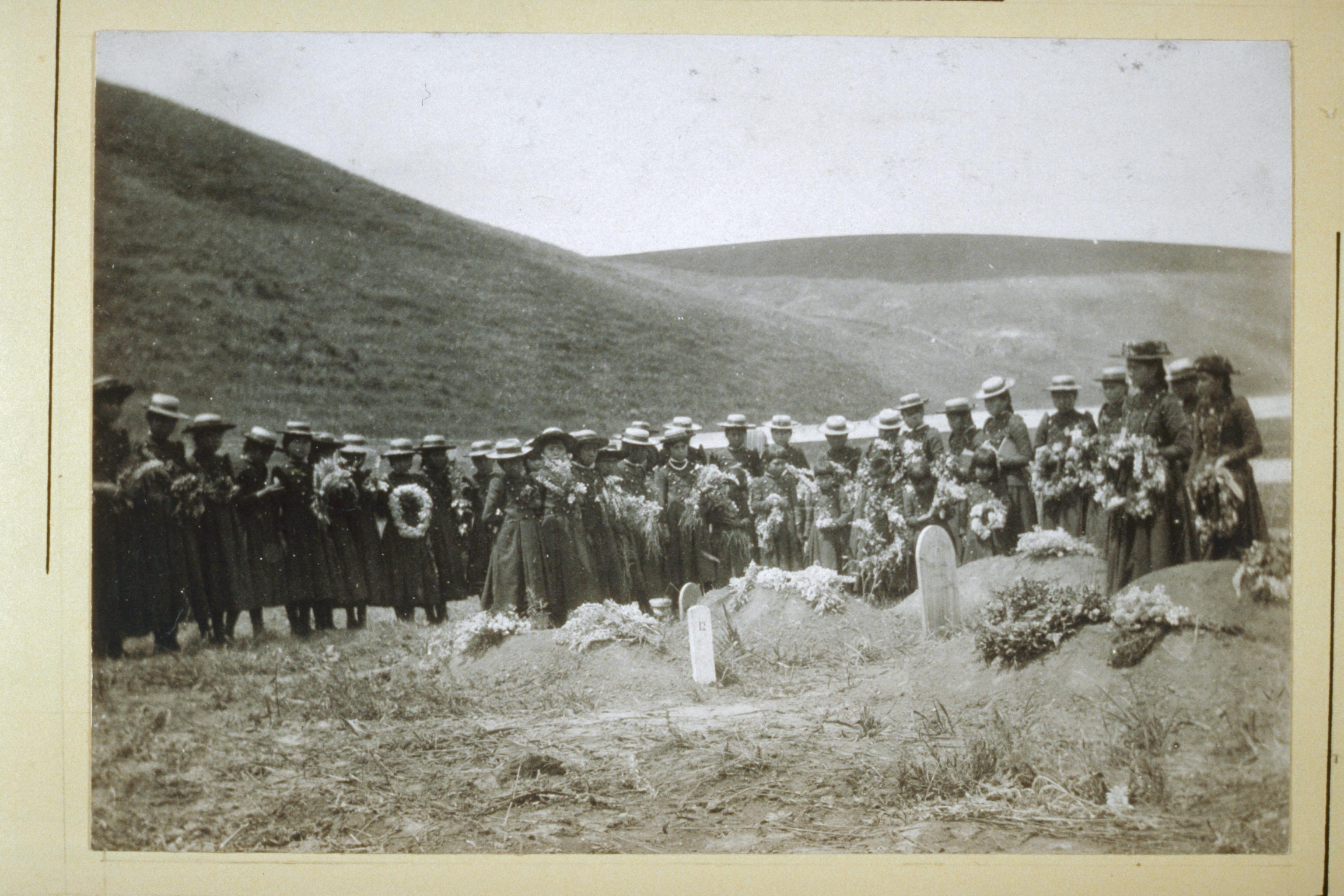
Bambini indiani della scuola decorano le tombe dei soldati, 1889-1992
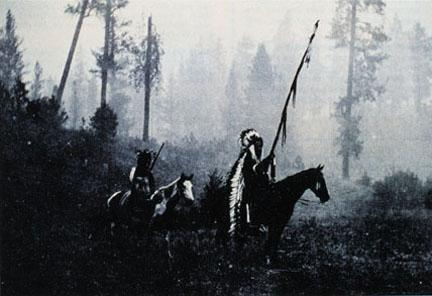
Gli indiani Nasi Forati (Nez Percé), data ignota

## Pubblicazioni
- With the Nez Perces: Alice Fletcher in the Field, University of Nebraska, 1981 - ISBN 978-0803270244